# Музыка и быт
«Му́зыка и быт» — советский музыкальный журнал, издававшийся в Ленинграде на протяжении 1927 года. Всего вышло 12 номеров.
Журнал предназначался для клубов и кружков, самодеятельных хоров и оркестров, а также любителей музыки, занимающихся самообразованием. В нём объяснялись основные закономерности музыкального языка, печатались методические статьи и инструкции по проблемам организации кружков, выбору литературы и репертуара, составу оркестров и хоров; давались практические советы по вопросам приобретения и настройки инструментов, методические указания обучающимся теории музыки.
В основе журнала была серия продолжающихся рубрик, которые вели известные профессиональные музыканты и крупные практики самодеятельности Ленинграда. В отличие от большинства популярных музыкальных журналов 1920-30-х годов, уделявших основное внимание хоровой самодеятельности, основные интересны редакции «Музыки и быта» были сосредоточены на инструментальной музыке. В нотном приложении к журналу почти не было агитационных песен.